# دورغن (كورنوال)
دورغن (بالإنجليزية: Durgan)‏ هي قرية تقع في المملكة المتحدة في Mawnan.